# 冷棘豆

冷棘豆（学名：Oxytropis frigida），为豆科棘豆属下的一个种。